# Руска хералдика
Руската хералдическа традиция датира от времето на Иван III, който бил в династичен брак със София Палеологина.
Основен хералдичен знак на Русия, Руското царство и Руската империя е двуглавия орел. Заимстван е от византийската хералдическа традиция в която се появява по време на Комнините и във връзка с т.нар. Translatio imperii. По това време се изгражда и концепцията за Трети Рим.
Двуглавият орел е утвърден за официален герб на Руската империя през 1857 г. от император Александър II.
Двуглавият орел се появява за първи път като руски хералдически символ през 1497 г. на големия държавен печат на Великото Московско княжество. Преди това в руската хералдика били използвани главно християнски символи – Животворния кръст, Спасителят, Богородица, Георги Победоносец и други светци.
Двуглавият орел бил герб на поминалата се през 1453 г. Византийска империя. По време на понтификата на Сикст IV, на 12 ноември 1472 г. в Успенския събор в Москва е сключен династичния брак между московският владетел Иван III и София Палеологина, с което е дадена легитимация на най-големия геополитически проект на новото време. Бракът с потомката на византийските императори допринесъл за издигането на авторитета на московските князе и налагането им над останалите руски държавици. Техен внук е първия руски цар – Иван Грозни. Родителите на София били последните владетели на деспотство Морея – Тома Палеолог и Катерина Закария, признати са правоприемници на византийските владетели, респективно римски владетели от целия християнски свят по това време. Папа Сикст IV, като духовник, просто утвърдил и официализирал това.
В известен смисъл, двуглавият орел бил светската християнска зестра за Москва като анималистичен символ и се използва като официален държавен знак на Русия и столицата ѝ Москва до днес.
Двуглавият орел като много древен знак предходно бил и символ на Тертеровата династия във Второто българско царство, а от 1442 г. и на Свещената Римска Империя, която обаче от 1512 г. променила името си на Свещена Римска империя на германската нация.